# Leptomeraporus nicaee
Leptomeraporus nicaee är en stekelart som först beskrevs av Walker 1839.  Leptomeraporus nicaee ingår i släktet Leptomeraporus och familjen puppglanssteklar. Arten är reproducerande i Sverige. Inga underarter finns listade i Catalogue of Life.